# Fabio Valencia Cossio
Fabio Valencia Cossio (Medellín, 23 de marzo de 1948) es un abogado y político colombiano.
Miembro del partido Centro Democrático y exmiembro del Partido Conservador Colombiano, del que fue uno de sus directores regionales más prominentes.
Como miembro del conservatismo, Valencia ha ocupando varios cargos entre ellos el de senador, embajador en Italia, negociador de paz, consejero presidencial y Ministro del Interior y de Justicia desde el 2008 hasta el 2010. Valencia ha sido un destacado legislador, siendo presidente de la corporación También llegó a ser el elector más importante de Antioquia a principios y mediados de los años 90.
Su poder llegó a ser tal que se le considera el mayor elector del país durante las elecciones de 1998, beneficiando a sus socios como Juan Gómez Martínez y el propio Andrés Pastrana, hijo del expresidente Misael Pastrana, quien apadrinó a Valencia en sus inicios.
También fue ministro del Interior durante el segundo mandato del expresidente Álvaro Uribe Vélez, de quien era rival político en los años 90, pero del que luego se convirtió en su amigo y de quien, paradójicamente es pariente lejano, convirtiéndose en uno de sus más cercanos colaboradores y escuderos dentro del partido que Uribe fundó en 2013.
Se le recuerda por las controversiales declaraciones que hizo en un programa en vivo hacia el humorista Jaime Garzón, poco tiempo antes de su asesinato.

## Biografía
Fabio Valencia Cossio nació en Medellín, el 23 de marzo de 1948, en un hogar de clase media de la región. Fue bachiller del Colegio San Ignacio de Loyola, de los jesuitas y estudió Derecho en la Universidad de Antioquia, de donde egresó en 1973.

### Inicios políticos
A los 22 años, en diciembre de 1969 se vinculó a la candidatura presidencial del exministro y hasta ese entonces embajador ante los Estados Unidos, Misael Pastrana Borrero, quien resultó elegido presidente el 19 de abril de 1970, no exento de polémicas por acusaciones de fraude electoral. Gracias a esa victoria, Valencia fue designado secretario general del directorio regional del conservatismo en Antoquia, al que pertenecía desde 1968, y en 1974, Pastrana lo nombró director del Instituto de Crédito Territorial.
Dedicado al ejercicio profesional de la abogacía durante la década de los años 70, al mismo tiempo ascendió en la estructura interna de su partido, llegando a ser secretario general del Partido Conservador entre 1980 y 1982, coincidiendo esto con la llegada al poder de los conservadores desde 1974, con el curtido candidato Belisario Betancur (quien curiosamente compitió contra Pastrana en 1970). 

### Actividad legislativa
En 1982 fue elegido Representante a la Cámara por Antioquia. En el Congreso, Valencia se convirtió en coordinador de la bancada conservadora, y vicepresidente del Directorio Nacional de su partido en 1984, siendo la mano derecha del expresidente Pastrana, quien había asumido la dirección del partido. En 1986 es reelecto representante a la cámara, pero su partido perdió las elecciones presidenciales ante el liberal Virgilio Barco, ya que el candidato conservador, Álvaro Gómez Hurtado, se dedicó a atacar a Barco, en lugar de hacer campaña por sus postulados.
En el Congreso, a través de candentes debates de control político, Valencia fue un feroz opositor al gobierno Barco, llegando a lograr la destitución en 1987 del ministro de Justicia "Amadeus" José Manuel Arias, y poner nerviosos al ministro de Comunicaciones Fernando Cepeda y al secretario general de la presidencia Germán Montoya.

### El gran elector de Antioquia
Entre 1988 y 1993, Valencia ocupó en varias ocasiones la presidencia de su partido, tras el retiro de Pastrana del directorio conservador. El conservatismo se volcó en obtener la mayor cantidad de alcaldías y gobernaciones posibles, tras la aprobación de una reforma constitucional en 1986. El gran logro de Valencia (con el apoyo de Pastrana), fueron las alcaldías de Bogotá (con Andrés, hijo de Misael), y Medellín (con Juan Gómez Martínez, director de El Colombiano).

#### Elecciones presidenciales de 1990
En 1990 su partido sufrió una división entre los conservadores adeptos al pastranismo, y los seguidores de Gómez Hurtado, quien cansado de la decadencia interna del conservatismo, decidió separarse y fundar el partido Movimiento Salvación Nacional, con el que lanzó su candidatura presidencial. A partir de ése momento, el partido pasó a llamarse Partido Social Conservador. Valencia por su parte, pese a ser leal a Pastrana, fundó un movimiento independiente conocido como "El Coraje".

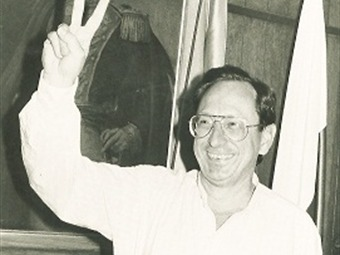
Gómez Martínez, socio de Valencia en Antioquia.

Para competir contra Gómez, quien era popular entre los electores, Valencia y el conservatismo, apoyado por Pastrana (líder natural del partido), lanzaron la candidatura del periodista y empresario Rodrigo Lloreda bajo el lema "Dígale Sí al Cambio", quien usó su periódico El País para nutrir su campaña poco sonada. Gómez por su parte se sirvió del noticiero 24 Horas y de El Siglo para los mismos fines, aunque con mejores resultados que su rival conservador.
Sin embargo, el asesinato de tres candidatos presidenciales entre agosto de 1989 y abril de 1990 terminaron por sepultar la candidatura de Lloreda, quien quedó en un penoso cuarto lugar, superado por el liberal galanista y exministro César Gaviria, y por el propio Gómez, quien quedó en segundo lugar. En tercer lugar lo ocupó Antonio Navarro, del desaparecido M-19, revelando que el conservatismo había perdido prestigio, y que Gómez aglutinaba las masas conservadoras que Valencia y Pastrana intentaron sin éxito recuperar.

#### Regreso al Congreso
En las mismas elecciones donde su candidato fue barrido por sus principales rivales, se aprobó la Asamblea Nacional Constituyente para cambiar la constitución de 1886. Valencia se volcó en apoyar la aspiración constituyente de Gómez Martínez, recientemente salido de la alcaldía de Medellín, y cuya amistad con él data de esta época. Gómez logró ganar la aspiración, siendo cabeza de lista en el departamento de Antioquia del socioconservatismo, mientras que Pastrana se enfocó en las elecciones nacionales, logrando él mismo un cupo en la constituyente.
Redactada la nueva constitución, se derogó el Congreso, y Valencia resultó elegido senador en las elecciones de 1991, apoyando proyectos de ley polémicos con la ley 100 de 1993, impulsada por varias compañeros suyos, entre ellos el empresario paisa y militante del liberalismo, Álvaro Uribe Vélez, También llegó a ser crítico del gobierno Gaviria. Posteriormente en las elecciones de 1994, Valencia repitió su curul, gracias en parte al apoyo que le prestó Gómez Martínez, quien fue elegido gobernador de Antioquia en 1992. En 1994, se adhirió a la campaña presidencial del exalcalde Andrés Pastrana quien fue derrotado por el liberal Ernesto Samper, de quien también fue un feroz opositor.
En las elecciones del 30 de octubre de 1994, Valencia apoyó la candidatura a la gobernación de Antioquia del conservador Alfonso Núñez, quien se enfrentó al excongresista Uribe, siendo vencido por éste por una diferencia mínima, pese a todo el poder que concentraba en el departamento y a que su hermano Ramiro estaba encargado de la gobernación, por la salida de Gómez del cargo, quien aspiraba a un segundo mandato en Medellín. De hecho, Valencia denunció la campaña de Uribe por presunto fraude electoral, llegando incluso a atacarse físicamente.

#### Apoyo a Andrés Pastrana
Por tercera vez, en 1998, Valencia Cossio fue reelecto senador, obteniendo la segunda votación más alta del país, detrás de la independiente Íngrid Betancourt; en este año apoyó al exministro Juan Camilo Restrepo para la obtención de la candidatura conservadora a la presidencia, aún sabiendo del amplio favoritismo de Andrés Pastrana. En la convención nacional, Pastrana obtuvo el 60% de los votos, y Restrepo un 40% muy significativo, que le permitió a Valencia Cossio hacer valer su posición al interior del partido. Pese a ese revés, Valencia apoyó con toda su maquinaria a Pastrana, siendo clave en su victoria.

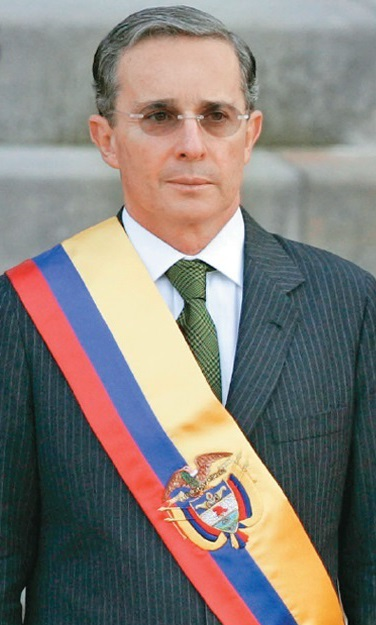
Uribe eligió a Valencia como ministro durante su segundo mandato. Desde ese momento Valencia se convirtió en su cercano colaborador.

De hecho, su posición dentro del partido se confirmó cuando reemplazó al ministro saliente Amylkar Acosta como Presidente del Senado entre 1998 y 1999, pese a que su partido era minoría, correspondiéndole posesionar al presidente Pastrana. Entre 1999 y 2001, el senador Valencia hizo parte de los negociadores del gobierno nacional ante las FARC; tras el fracaso de las negociaciones renunció a su escaño en el Senado, en febrero de 2002.

### Gobierno Uribe

#### Embajador en Italia (2002-2005)
Tras el fracaso de los diálogos con las FARC, el presidente Pastrana lo nombró Embajador ante Italia. A pesar de éstar lejos de Colombia, Valencia, con el apoyo de Gómez Martínez, logró que uno de sus pupilos alcanzara un escaño en el Congreso con el movimiento disidente Fuerza Progresista, llamado también "El Coraje", que a su vez venía del apodo "Corajudo" que le pusieron a Valencia en 1988.

### Ministro del Interior y de Justicia (2008-2010)
En 2005 regresó al país al ser designado por el nuevo presidente y su antiguo rival, Álvaro Uribe Vélez, Alto Consejero Presidencial para la Productividad. El 20 de junio de 2008, tras la renuncia de su copartidario Carlos Holguín Sardi, quien buscaba postularse como candidato conservador a las elecciones del 2010, fue designado Ministro del Interior y de Justicia del segundo gobierno de Uribe, permaneciendo en el cargo hasta el 7 de agosto de 2010.
A pocos meses de su nombramiento, Valencia enfrentó un escándalo mayúsculo cuando su hermano Guillermo fue capturado por presuntos nexos con paramilitares. La oposición llegó a exigir su renuncia, ante lo que el presidente Uribe llegó a oponerse, anteponiendo las cualidades de Valencia sobre los delitos de sus hermanos. 
Durante su ministerio, Valencia logró mantener un caudal en el Congreso de gran importancia, que benefició las aspiraciones reeleccionistas del presidente Uribe, logrando que se aprobara el proyecto de ley que permitía al presidente optar por un tercer mandato consecutivo, mismo que la Corte Constitucional de la época no permitió, días antes de comenzar la campaña electoral de 2010.

### Actividad fuera del gobierno
Días después de su salida del gobierno, el nuevo ministro, Germán Vargas Lleras, lo acusó de corrupto y derrochador; Valencia respondió diciendo que siempre había actuado con "pulcritud".
En 2011, Valencia apoyó la candidatura de Aníbal Gaviria a la alcaldía de Medellín pese a que Gaviria era liberal y el conservatismo estaba apoyando al exalcalde y controvertido empresario Luis Pérez, demostrando así que su caudal político seguía vivo. Viendo que el conservatismo no levantaba cabeza, Valencia se asoció con el expresidente Uribe y se convirtió en militante del nuevo partido Centro Democrático, al que pertenece en la actualidad, partido desde el cual manifestó su rechazo al proceso de paz del gobierno Santos con las FARC.
En el 2016, La Sala de Justicia y Paz del Tribunal Superior de Bogotá pidió a la Fiscalía General de la Nación investigar a Valencia Cossio por parapolítica, en hechos que presuntamente se remontaban a las elecciones de 1994, donde Núñez fue vencido por Uribe en la carrera por la gobernación de Antioquia. El caso se abrió en 2008 por petición del entonces senador Gustavo Petro.
En 2018 apoyó la candidatura al Congreso de Juan Diego Gómez, sobrino de uno de los antiguos miembros de "El Coraje", y cuyo apoyo le significó la presidencia del Congreso a Gómez en 2021. En 2018, el presidente Iván Duque le ofreció a Valencia una embajada en Asia, pero él la rechazó, otorgándosela en su lugar a su hijo Juan Camilo Valencia, embajador en Indonesia.
En 2023 se hicieron públicas las intenciones de dos de sus pupilos, Juan Diego Gómez y Santiago Valencia, de competir por la alcaldía de Medellín para las elecciones de ese año.

## Familia
Fabio Valencia Cossio es hijo de Luis Eduardo Valencia García (sin relación con la familia Valencia de Popayán) y de Rosa Elvira Cossio Cuartas, llegando a tener 11 hermanos. Entre los más conocidos están el también político Ramiro, y el empresario Guillermo León Valencia Cossio.
Valencia se casó con María Isabel González, con quien tuvo a sus hijos Juan Camilo, Catalina María, Luis Eduardo y Santiago Valencia González. Uno de sus hijos, el empresario Luis Eduardo Valencia, se casó con la ex reina de belleza e influyente periodista Mónica Jaramillo, y otro de ellos, Santiago Valencia, fue hasta el 2022 congresista por el Centro Democrático.